# Mistrzostwa Nordyckie w Zapasach 1980
Mistrzostwa odbyły się w norweskim mieście Narwik, 29 marca 1980 roku.

## Tabela medalowa
Gospodarz zawodów został zaznaczony kolorem.
| Poz. | Państwo   |    |    |    | Łącznie |
| ---- | --------- | -- | -- | -- | ------- |
| 1    | Szwecja   | 5  | 3  | 2  | 10      |
| 2    | Norwegia  | 3  | 3  | 2  | 8       |
| 3    | Finlandia | 2  | 4  | 4  | 10      |
| 4    | Dania     | 0  | 0  | 2  | 2       |
|      | Łącznie   | 10 | 10 | 10 | 30      |

## Wyniki

### Styl klasyczny
| Konkurencja            | Złoto            | Srebro           | Brąz                  |
| Kategoria do 48 kg     | Jon Rønningen    | Kent Andersson   | Reijo Luokkanen       |
| Kategoria do 52 kg     | Reijo Haaparanta | Sonny Broman     | Kjell Y. Karlsen      |
| Kategoria do 57 kg     | Ronny Sigde      | Taisto Halonen   | Kauko Naavala         |
| Kategoria do 62 kg     | Lars Malmkvist   | Morten Brekke    | Jukka Rumppanen       |
| Kategoria do 68 kg     | Hannu Övermark   | Trond Kvalheim   | Soelve Halling        |
| Kategoria do 74 kg     | Lennart Lundell  | Tapio Sipilä     | Kaj Jægergaard        |
| Kategoria do 82 kg     | Sören Claeson    | Klaus Mysen      | Jari Salomaeki        |
| Kategoria do 90 kg     | Christer Gulldén | Jarmo Övermark   | Pal Berger            |
| Kategoria do 100 kg    | Frank Andersson  | Keijo Manni      | Svend Erik Studsgaard |
| Kategoria ponad 100 kg | Einar Gundersen  | Goergen Svensson | Heikki Stark          |